# 18244 Anneila
18244 Anneila (3008 T-2) là một tiểu hành tinh vành đai chính.